# 에른스트 뢰프스트룀

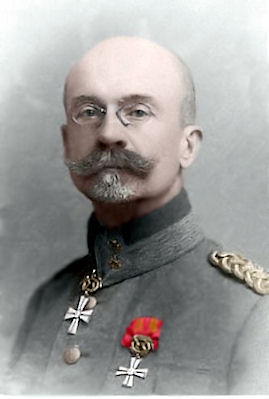

에른스트 뢰프스트룀(핀란드어: Ernst Löfström: 1865년 5월 31일 - 1937년 1월 5일)은 핀란드의 군인이다. 제1차 세계 대전 때 러시아 제국 육군 소장으로 참전했고, 핀란드가 독립한 뒤 핀란드 내전 때 백핀란드 측에 서 참전했다.